# 尹东柱
尹东柱（：／ Yun Dong-ju，1917年12月30日—1945年2月16日），原名尹海煥，诗人，朝鲜独立运动家，朝鲜半岛近代民族文学代表性人物，有诗集《天空、风、星星和诗》留世。
原籍咸鏡北道清津府，本貫坡平尹氏。其先人在日本併吞朝鮮半島後流寓中國東北，1917年生於吉林龍井縣明东村。早年主要就读于家鄉朝鲜独立运动志士开设的明东学校和平壤崇实中学，1938年考入京城延禧专门学校（今延世大学）学习文学，毕业后于1942年赴日立教大学和同志社大学学习英文。留日期间，他因在学校宣传朝鲜独立而被捕，后因酷刑死于狱中。

## 生平

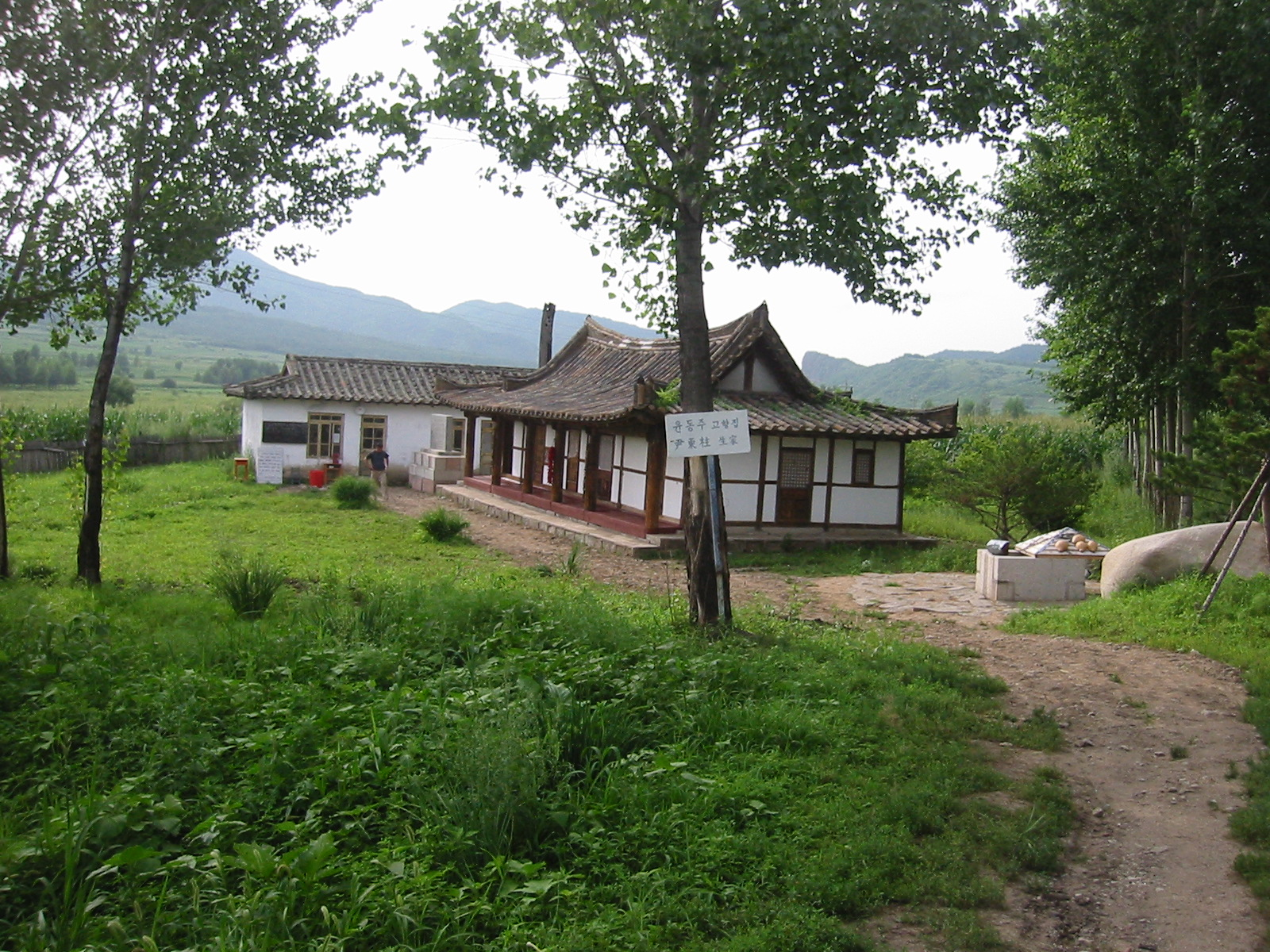
尹东柱故居

1917年12月30日，尹东柱生於北洋奉系军阀统治下的中華民國吉林省龍井縣明东村（今吉林省延边州龙井市），本籍咸鏡北道清津府（今屬朝鲜民主主义人民共和国），他的祖先在朝鮮日治時期移居間島。他創作了大量描寫故鄉滿洲的朝鮮語詩作，例如1936年朝鮮語詩作《故鄉老家——在滿洲吟咏》。
尹东柱原名尹海煥，又有日本名字「平沼東柱」。因为祖父是一个基督徒，所以从小时就接触到民主人权等西洋思想。1925年，入明东学校，发表了文艺刊物《新明东》。1932年考入龙井市的恩真中学。1934年12月，18岁的尹东柱发表了诗歌《生与死》、《没有明天》、《一只蜡烛》等三篇处女作。1935年9月，轉入平壤的崇实中学，同年10月发表《空想》。1936年，学校因神社参拜问题被日本关闭后，转入龙井市的光明学园4年级，并在此毕业。先后发表诗歌《小鸡》、《扫帚》、《基督教少年》、《撒谎》、《吃什么活着》等等。
1938年4月，考入京城的延禧专门学校（今延世大学）文学专业学习。1939年，他在《朝鲜日报》上发表散文《射月亮》和诗歌《遗言》、《弟弟的印象》等等作品。毕业后赴日本，先后在东京立教大學和京都同志社大學学习英文。
1943年7月，尹东柱因参与朝鲜独立运动而被捕，被监禁于下鸭警察署。1944年3月，以参与反日民族独立运动为理由被日本當局判处有期徒刑2年。在狱中，他受到日本人残酷迫害。1945年2月16日，尹东柱在福冈县刑务所被日本警察蹂躏迫害致死，享年27岁。其父赴福冈监狱时，先去探望了尹东柱的堂兄宋梦奎。狱中的宋梦奎告诉舅舅，日本狱警“老是给他注射海水，东柱也是这么死的。”尹东柱遇难21天后，宋梦奎也含恨离世。
尹东柱逝世后，其遗体由其父运回出生地龙井，葬在东山墓地。

## 作品
尹东柱一生共发表117篇诗和散文。其代表作有《序诗》、《新路》。诗作大部分收录在诗集《天空、风、星星和诗》中，最具代表性的作品包括《等待黎明》、《十字架》、《可怕的时刻》、《容易写成的诗》、《路》等，表现了对黑暗统治的愤恨，被称为“闪烁在黑暗夜空里的一颗星”。

### 汉译本
- 《仰望天空毫无愧恨》，里咏翻译，北京出版社和延边人民出版社联合出版。[9]
- 《天·风·星星与诗 尹东柱诗集》，裴但以理译，吉林大学出版社，2011年7月，ISBN 9787560174525。
- 《数星星的夜》，全勇先、全明兰译。[10]
- 《天空、風、星星和詩》，盧鴻金譯。[11]

## 纪念

### 故居
- 位于吉林省龙井市明东村的尹东柱故居始建于1900年，為其祖父尹河贤所建，1981年被拆毁，1994年8月，尹东柱故居在原址上重建。1997年6月3日，被龙井市人民政府列为龙井市文物保护单位。2007年12月28日，被延边朝鲜族自治州人民政府列为延边朝鲜族自治州文物保护单位。[3][12]

### 其他
- 1985年，韩国文人协会设立尹东柱文学奖。
- 1990年，韩国政府为其追发建国勋章。[13]
- 1995年，日本同志社大学设立尹东柱诗碑。[14]

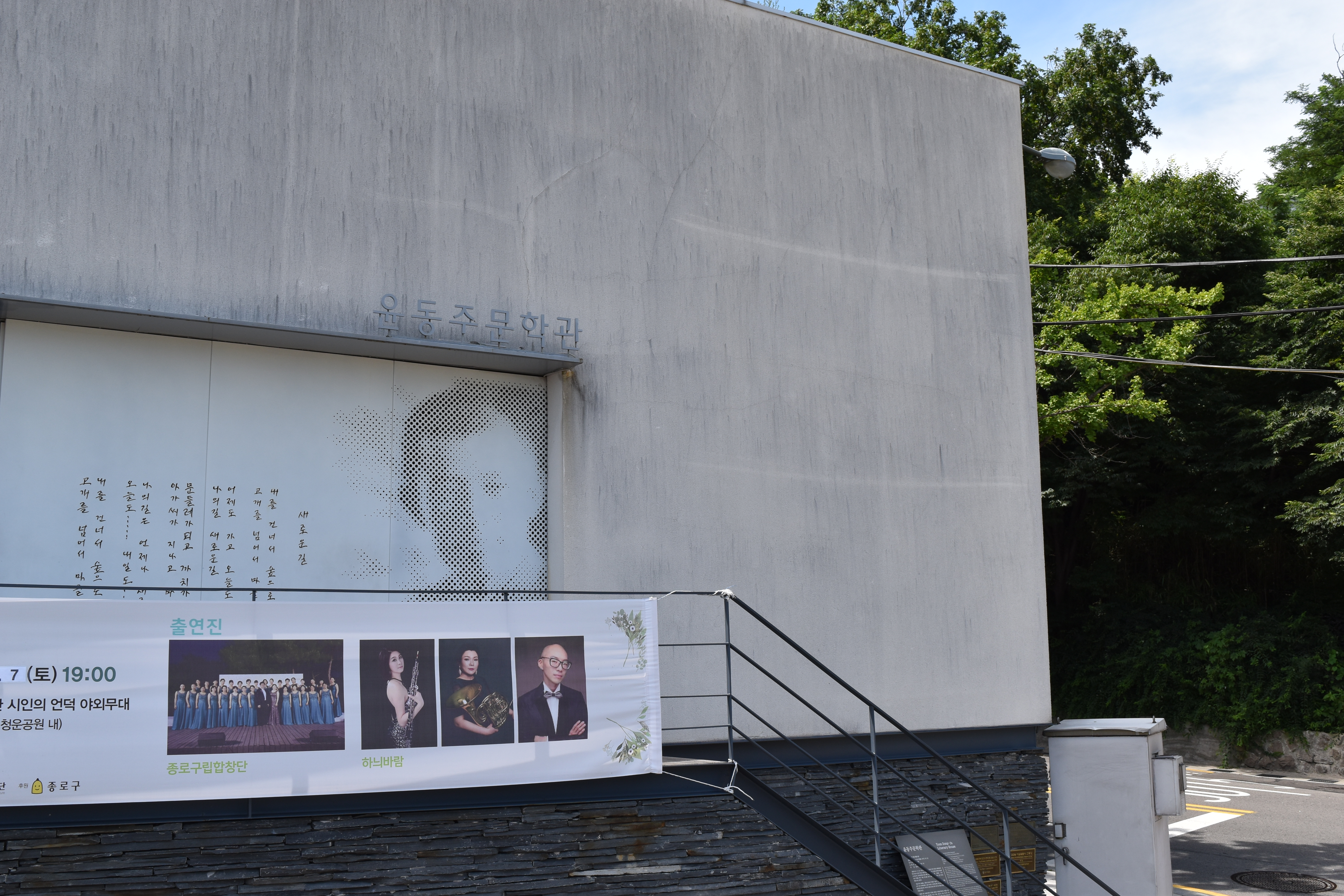
尹东柱文学馆

- 2007年，尹东柱被韩国诗歌协会选为当代十位最具影响力诗人之。一[15]
- 2010年，日本立教大学设立了面向韩国留学生的“尹东柱国际交流奖学金”。[16]
- 2012年，韩国首尔将一家供水厂改造建为尹东柱文学馆。[17][18]
- 2016年，韩国电影《東柱：時代詩情》[19]
- 2020年，韩国延世大学设立尹东柱纪念馆。[20]